# Club de Futbol Vilanova i la Geltrú
Maillots
Le Club de Futbol Vilanova i la Geltrú est un club de football espagnol basé à Vilanova i la Geltrú.

## Histoire
Le club évolue pendant 19 saisons en Tercera División : de 1960 à 1970 (ce championnat étant alors une troisième division), puis de 2002 à 2012 (ce championnat faisant désormais office de quatrième division). Il se classe quatrième de son groupe de Tercera División à deux reprises, en 2003 et 2006.